# Ada Rosa Arenas
Ada Rosa Arenas Subelza (Tarija, 9 de octubre de 1942 - La Paz, 8 de enero de 1992) fue una abogada laboralista boliviana, asesora de organizaciones sindicales y docente universitaria.Llegó a ser presidenta Nacional de la Asociación Iberoamericana de Derecho al Trabajo y Seguridad Social y fue conocida por su compromiso social, el cual la llevó a tomar la defensa de casos aun cuando los contratantes no podían cubrir los honorarios correspondientes.

## Primeros años
Nació en la ciudad de Tarija el 9 de octubre de 1942. Fue hija de Carmen Subelza Saracho y Julio Arenas Alcoba, estando sus progenitores dedicados a la producción industrial de café.Su familia emigró a la ciudad de Santa Cruz en 1954 y allí Ada Rosa continuó sus estudios en un centro de religiosas italianas: el Colegio Santa Ana. Fue una de las primeras seis mujeres estudiantes de la Facultad de Derecho en la Universidad Autónoma Gabriel René Moreno entre los años 1959 y 1963.
Se casó con Isaac Sandoval Rodríguez, abogado laboralista y dirigente de la Federación Universitaria Local (FUL) a la edad de 20 años. En 1967 se trasladó a la ciudad de La Paz, donde ejerció como asesora de organizaciones sindicales. Tuvo tres hijos nacidos entre 1964 y 1971.
Durante el golpe de Estado de Hugo Banzer fue perseguida política debido a que su esposo había sido ministro de Trabajo del derrocado gobierno de Juan José Torres. Vivió en la clandestinidad en Santa Cruz antes de salir al exilio como resultado de la consolidación del gobierno dictatorial de Banzer.

## Vida profesional
Asesoró a varias organizaciones sindicales tanto en Santa Cruz como La Paz, entre las cuales se encuentra la Federación de Fabriles de La Paz, varios sindicatos de enfermeras y la Asociación de Periodistas en Bolivia, entre otros. En 1977 fue consultora para la Organización Internacional del Trabajo (OIT).
Fue invitada a dar cátedra docente en Técnica de Investigación, Historia de Bolivia y Derecho Laboral en la Universidad Mayor de San Andrés y la Universidad Católica Boliviana. También fue asesora de la Comisión de Política Social Boliviana en 1983. En 1991 participó como asesora de la Comisión de la Mujer de la Honorable Cámara de Diputados, que estaba a la cabeza de la diputada aimara Remedios Loza, donde propuso cambios en las leyes laborales a favor de las mujeres.En el ámbito institucional reorganizó la regional de la Asociación Iberoamericana de Derecho de Trabajo y Seguridad Social.
En diciembre de 1991 fue electa como presidenta de los Abogados Laboralistas de Bolivia.
Como producto de sus experiencia profesional y de la investigación académica, fue autora y coautora de publicaciones como Digesto Laboral Boliviano, texto donde recopiló las leyes relativas a derechos laborales bolivianas, y La Mujer y las Relaciones de Trabajo, el cual fue publicado póstumamente. 
Fue expositora en congresos de Derecho Laboral en Brasil, Cuba, España, Perú y otros.